# André Kaspi
Pour les articles homonymes, voir Kaspi.
André Kaspi, né le 15 octobre 1937 à Béziers, est un historien et homme politique français, spécialiste de l'histoire des États-Unis.

## Biographie
Après avoir obtenu l'agrégation d'histoire en 1961, il soutient en 1969 sa thèse de 3e cycle universitaire La mission de Jean Monnet à Alger, sous la direction de René Rémond. Il prépare une seconde thèse sur Le concours américain à la France en 1917 – 1918, reçue en 1974 par l'université de Paris-I.
De 1988 à 2006, André Kaspi est professeur d'histoire de l'Amérique du Nord à l'université Paris 1 Panthéon-Sorbonne et directeur du Centre de recherches d'histoire nord-américaine (CRHNA). En plus de ses fonctions universitaires, il a des activités au sein du CNRS, où il préside notamment le comité pour l'histoire du CNRS. Il préside également l'association des amis de Jules Isaac.
Dans les années 1980-1990, il intervient épisodiquement sur les États-Unis dans différents médias y compris de vulgarisation, comme pour des Dossiers de l'écran d'Armand Jammot après la diffusion d'un film sur le Mayflower avec Spencer Tracy et Gene Tierney, ou dans les années 2000 à 2020 aux moments des élections présidentielles américaines voire des mid-terms, etc., assez critique de présidents comme Donald Trump, mais aussi Barack Obama, sur France 24 et autres.
Il est l'auteur de nombreux ouvrages et a par ailleurs collaboré à l’Encyclopædia Universalis. En 2008, il préside la Commission de réflexion sur la modernisation des commissions publiques. André Kaspi a pris sa retraite universitaire en 2006 et a été remplacé par Annick Foucrier (EHESS et Paris-XIII) à la tête du CRHNA.

### Engagement politique
Il est en 2008 adjoint au maire de la municipalité UMP de Saint-Maur-des-Fossés chargé de la culture. En 2017, à l'âge de 79 ans, il est investi par Les Républicains comme candidat aux élections législatives dans la première circonscription du Val-de-Marne. Le 18 juin, il est battu par le candidat LREM Frédéric Descrozaille.

## Publications
- La Vie politique aux États-Unis, Librairie Armand Colin, 1970.
- L'indépendance américaine, 1763-1789, Gallimard, Paris, 1976.
- Les Américains. Les États-Unis de 1607 à nos jours, Seuil, Paris, 1986.
- Les relations franco-américaines, 1987.
- États-Unis 68. L'année des contestations, Complexe, Paris, 1988.
- Franklin Roosevelt, Fayard, Paris, 1988.
- Collectivement, La Révolution française et l'émancipation des juifs de France, 1989.
- Les Juifs pendant l'Occupation, Paris, Éditions du Seuil, coll. « XXe siècle », 1991, 420 p. (ISBN 2-02-013509-4, présentation en ligne). Édition revue et mise à jour : Les Juifs pendant l'Occupation, Paris, Éditions du Seuil, coll. « Points. Histoire » (no 238), 1997, 422 p. (ISBN 2-02-031210-7).
- La Guerre de Sécession : Les États désunis, coll. « Découvertes Gallimard / Histoire » (no 157), Gallimard, Paris, 1992.
- Kennedy : les mille jours d'un président, Armand Colin, Paris, 1993.
- Les États-Unis au temps de la prospérité, 1919-1929, Hachette, Paris, 1994.
- L'Histoire des Américains, 1994.
- Le temps des Américains, Pub, Paris, 1995.
- Les États-Unis d’aujourd’hui : mal connus, mal aimés, mal compris, Omnibus, Paris, 1999.
- Coécrit avec Jean-Baptiste Duroselle, Histoire des relations internationales de 1919 à 1945, Tome 1, Armand Colin, Paris, 2000.
- Coécrit avec Jean-Baptiste Duroselle, Histoire des relations internationales de 1945 à nos jours, Tome 2, Dalloz-Sirey, Paris, 2002.
- Les Américains : Naissance et essor des États-Unis 1607-1945, Tome 1, Seuil, Paris, 2002.
- Les Américains : Les États-Unis de 1945 à nos jours, Tome 2, Seuil, Paris, 2002.
- Jules Isaac, Omnibus, Paris, 2002.
- Jules Isaac ou la passion de la vérité , Paris, Plon, 2002
- La peine de mort aux États-Unis, Plon, Paris, 2003.
- Libération de la France, Librairie Académique Perrin, Paris, 2004.
- Les États-Unis d'aujourd'hui, Librairie Académique Perrin, Paris, 2004.
- Coécrit avec François Durpaire, Hélène Harter et Adrien Lherm, La civilisation américaine, PUF, Paris, 2004.
- Collectivement, Encyclopédie de la Grande Guerre 1914-1918, Bayard Centurion, Paris, 2004.
- Coécrit avec Simon Adams, La Seconde Guerre mondiale, Gallimard-Jeunesse, Paris, 2004.
- John F. Kennedy : Une famille, un président, un mythe, Complexe, Paris, 2007 - rééd. André Versaille, 2013 - rééd. Archipoche, 2020.
- Comprendre les États-Unis d'aujourd'hui, Tempus, Paris, 2008.
- Les Juifs américains, Plon, Paris, 2008.
- Des espions ordinaires, Larousse, Paris, 2009.
- Histoire des relations internationales, Armand Colin, Paris, 2009.
- Coécrit avec Joëlle Conan, Saint-Maur-des-Fossés : Quand la banlieue peut avoir une âme, coll. « Découvertes Gallimard/Histoire » (no 562), Gallimard, Paris, 2010.
- Coécrit avec Nicole Pietri et Ralph Schor, Chronologie commentée de la Seconde Guerre mondiale, Perrin, Paris, 2010
- Les présidents américains (en collaboration avec Hélène Harter), Tallandier, 2012[6],[7]
- Barack Obama. La Grande Désillusion, Plon, Paris, 2012[8].
- Franklin D. Roosevelt, Tempus Perrin, 2012.
- La Nation armée : les armes au cœur de la culture américaine, éd. de l'Observatoire, 2019,  (ISBN 979-1032901052).

## Distinctions
- Chevalier de la Légion d'honneur en 2005.